# Benny Feilhaber
 Benny Feilhaber  (Río de Janeiro, Brasil; 19 de enero de 1985) es un exfutbolista brasileño nacionalizado estadounidense. Jugaba de centrocampista.

## Trayectoria
Benny Feilhaber nació en Río de Janeiro (Brasil), aunque tiene nacionalidad austriaca al descender de una familia procedente de ese país (su abuelo, judío austriaco, emigró a Brasil en 1938). Cuando tenía seis años sus padres se trasladaron a Estados Unidos, con lo que obtuvo la nacionalidad estadounidense. Allí estudió en la Universidad de California, Los Ángeles, donde empezó a jugar al fútbol en el equipo de esa universidad, el UCLA Bruins, como centrocampista ofensivo. Esto le valió para ser convocado con las categorías inferiores.
Empezó su carrera profesional en 2005, cuando fichó por el Hamburgo SV alemán. El primer año lo pasó con las categorías inferiores, pero el 12 de octubre de 2006 le dieron la oportunidad de debutar en la Bundesliga con la primera plantilla del club. También jugó tres partidos de la Liga de Campeones de la UEFA.
En la temporada 2007-08 jugó en el Derby County de Inglaterra, equipo que pagó 1,5 millones de dólares para poder ficharlo. Esa campaña no fue buena y el Derby County acabó en la última posición de la Premier League. 
En 2008 fichó por el Aarhus GF danés. Su debut con este equipo se produjo el 31 de agosto en el partido de liga Aarhus GF 0-3 FC Nordsjælland
En 2012 regresó a la MLS para fichar por el New England Revolution. Luego de una campaña con los Revs, Feilhaber fichó por el Sporting Kansas City el 12 de diciembre de 2012.
El 11 de marzo de 2020 puso punto final a su trayectoria deportiva tras 15 años como profesional.

## Selección nacional
Con las categorías inferiores participó en la Copa Mundial de Fútbol Juvenil de 2005, en donde fue titular indiscutible, jugando los cuatro partidos que su equipo disputó en el torneo. Ese mismo año consiguió la medalla de plata en los Juegos Maccabiah.
Ha sido internacional con la selección de fútbol de Estados Unidos en 44 ocasiones. Su debut con la camiseta nacional se produjo el 25 de marzo de 2007 en el partido amistoso Estados Unidos 3-1 Ecuador Ese mismo año disputó la Copa América.
Con su selección ganó la Copa de Oro de la Concacaf 2007, marcando un gol en la final (Estados Unidos 2-1 México). En la edición de 2009 Feilhaber jugó solamente un encuentro.
Disputó el Torneo masculino de fútbol en los Juegos Olímpicos de Pekín 2008.
Fue convocado para la Copa FIFA Confederaciones 2009. Benny Feilhaber jugó todos los partidos y ayudó a su equipo a quedar subcampeón del torneo.

### Goles internacionales
| # | Fecha      | Lugar                           | Rival  | Gol | Resultado | Competición                     |
| - | ---------- | ------------------------------- | ------ | --- | --------- | ------------------------------- |
| 1 | 02-06-2007 | Spartan Stadium, Estados Unidos | China  | 2-1 | 4-1       | Amistoso                        |
| 2 | 24-06-2007 | Soldier Field, Estados Unidos   | México | 2-1 | 2-1       | Copa de Oro de la Concacaf 2007 |

## Clubes
| Club                   | País           | Año       |
| ---------------------- | -------------- | --------- |
| Hamburgo SV            | Alemania       | 2005-2007 |
| Derby County FC        | Inglaterra     | 2007-2008 |
| Aarhus GF              | Dinamarca      | 2008-2011 |
| New England Revolution | Estados Unidos | 2011-2014 |
| Sporting Kansas City   | Estados Unidos | 2014-2017 |
| Los Angeles FC         | Estados Unidos | 2018      |
| Colorado Rapids        | Estados Unidos | 2019      |
| Sporting Kansas City   | Estados Unidos | 2019      |

## Palmarés
- 1 Medalla de plata en los Juegos Maccabiah (2005)
- 1 Copa de Oro de la Concacaf (Selección estadounidense, 2007)